# Prix du meilleur spectacle étranger du Syndicat de la critique
Le prix du meilleur spectacle étranger est un prix de danse remis entre 2003 et 2008 par le Syndicat de la critique avant qu'il ne soit intégré aux autres prix de la section.

## Liste des lauréats
- 2003-2004 : The Room as It Was One Flat Thing Reproduced de William Forsythe
- 2004-2005 : La Chambre d'Isabella, chorégraphie Jan Lauwers, Festival d'Avignon, Théâtre de la Bastille, Théâtre de la Ville
- 2005-2006 : Swan Lake de Raimund Hoghe, Festival d'automne à Paris-Théâtre de la Bastille
- 2006-2007 : Hell de Emio Greco et Pieter C. Scholten, Théâtre de la Ville
- 2007-2008 : Blessed de Meg Stuart, Festival d'automne à Paris-Théâtre de la Bastille